# Bulbine frutescens
Bulbine frutescens (L.) Willd. es una especie de planta herbácea perteneciente a la familia Xanthorrhoeaceae.
Bulbine proviene de la palabra latina Bulbus significando una cebolla de bulbo. Este nombre es engañoso, ya que las plantas no tienen una base bulbosa.

## Distribución y hábitat
Se extiende por Sudáfrica en el norte del Cabo, Cabo Occidental y Oriental, sin embargo,  alcanza su pico de expansión en los suculentos y ricos valles secos de El Cabo Oriental.

## Descripción
Se trata de una planta de rápido crecimiento, ramificada, con hojas suculentas, perennes, carnosas, de color verde, lineales. Se forma la difusión de grupos de tallos a menudo con raíces adventicias. Las pequeñas flores en forma de estrellas con seis pétalos, se encuentran en una posición vertical, florece en racimo durante la primavera (o de vez en cuando en otras ocasiones).  Los pétalos son de color amarillo o anaranjado, que combina con los atractivos y mullidos estambres de color amarillo para dar un aspecto bi-color. El fruto es una pequeña cápsula redondeada de color negro que contiene las semillas que son dispersadas por el viento

## Nombre común
- Inglés: snake flower, cat's tail, burn jelly plant
- Afr.: balsem kopieva, geelkatstert[1]

## Sinonimia
| - Anthericum frutescens L. - Anthericum fruticosum Salisb. - Anthericum incurvum Thunb. - Anthericum multiceps Poelln. - Anthericum rostratum Jacq. - Bulbine caulescens L. - Bulbine frutescens var. incurva (Thunb.) Rowley | - Bulbine frutescens var. rostrata (Jacq.) Rowley - Bulbine incurva (Thunb.) Spreng. - Bulbine rostrata (Jacq.) Willd. - Bulbine triebneri Dinter - Bulbine triebneri Straub - Phalangium frutescens (L.) Kuntze - Phalangium rostratum (Jacq.) Kuntze |